# Batalha de Bambui
A Batalha de Bambui ocorreu entre 28 e 31 de julho de 2022 quando as forças camaronesas lançaram uma ofensiva localizada na cidade de Bambui, controlada pelos ambazonianos, na Região Noroeste dos Camarões, provocando confrontos com os separatistas das Forças de Defesa da Ambazônia.

## Prelúdio
A crise separatista nos Camarões começou em 2017, quando a população anglófona nas regiões noroeste e sudoeste dos Camarões declararam independência devido a alegações de perseguição por parte do governo camaronês francófono. Começando originalmente como uma insurgência de baixo nível, o governo camaronês estabeleceu o controle sobre as principais cidades, enquanto os rebeldes ambazonianos controlavam grande parte da zona rural e algumas aldeias até 2020. Em 2022, ambos os lados lançaram ataques regulares nos territórios um do outro. Em Julho de 2022, as tensões aumentaram na Região Noroeste, perto da capital regional de Bamenda, depois de as tropas camaronesas terem matado o comandante pró-ambazoniano dos Dragões Vermelhos.

## Batalha
Em 28 de Julho, os meios de comunicação camaroneses afirmaram que as forças camaronesas estavam a preparar uma incursão no noroeste dos Camarões. Um dia depois, as forças camaronesas atravessaram pelas cidades de Enyoh, Ewai e Bossom. Durante a sua passagem por Bambui em 31 de julho, elementos da brigada da Gendarmaria Nacional de Tubah e das Forças Especiais da Gendarmaria emboscaram um grupo de combatentes ambazonianos, desencadeando um tiroteio. De acordo com a mídia camaronesa, quinze combatentes ambazonianos foram mortos no confronto, enquanto onze soldados camaroneses ficaram feridos. A operação foi planejada pelo general camaronês Bouba Dobekreo.
Dois comandantes ambazonianos, o General Rasta, também conhecido como Roy Angafor Asenjo, e o Coronel John, foram capturados. O Centro para os Direitos Humanos e a Democracia em África declarou que o General Rasta e o Coronel John foram ambos torturados antes de morrerem e foram mortos extrajudicialmente.